# Fuengirolas tjurfäktningsarena
Fuengirola tjurfäktningsarena, även känd som Plaza de Toros de Fuengirola, är en historisk tjurfäktningsarena och kulturcenter belägen i Fuengirola, en kuststad i provinsen Málaga, Andalusien, Spanien. Arenan invigdes 1962 och var ursprungligen en plats för tjurfäktningar, men efter en omfattande renovering återöppnades den 2025 som ett mångsidigt kultur- och gastronomiskt centrum. Den är idag en viktig plats för kulturella evenemang och lockar både lokalbefolkning och internationella besökare.

## Historia
Fuengirola tjurfäktningsarena invigdes den 8 juli 1962 med en tjurfäktning där matadorerna César Girón, Manuel Segura och José Martínez "Limeño" uppträdde, tillsammans med rejoneador Clemente Espadanal, med tjurar från Germán Gervás. År 2012 genomgick arenan en omfattande renovering, där kommersiella lokaler och förbättrad tillgänglighet lades till. Den återinvigdes den 6 oktober 2012 med tjurfäktare El Cordobés, El Fandi och Juan José Padilla, med tjurar från Benjumea. Framför huvudingången står en staty av den lokala tjurfäktaren Antonio José Galán, en älskad figur i Fuengirola.

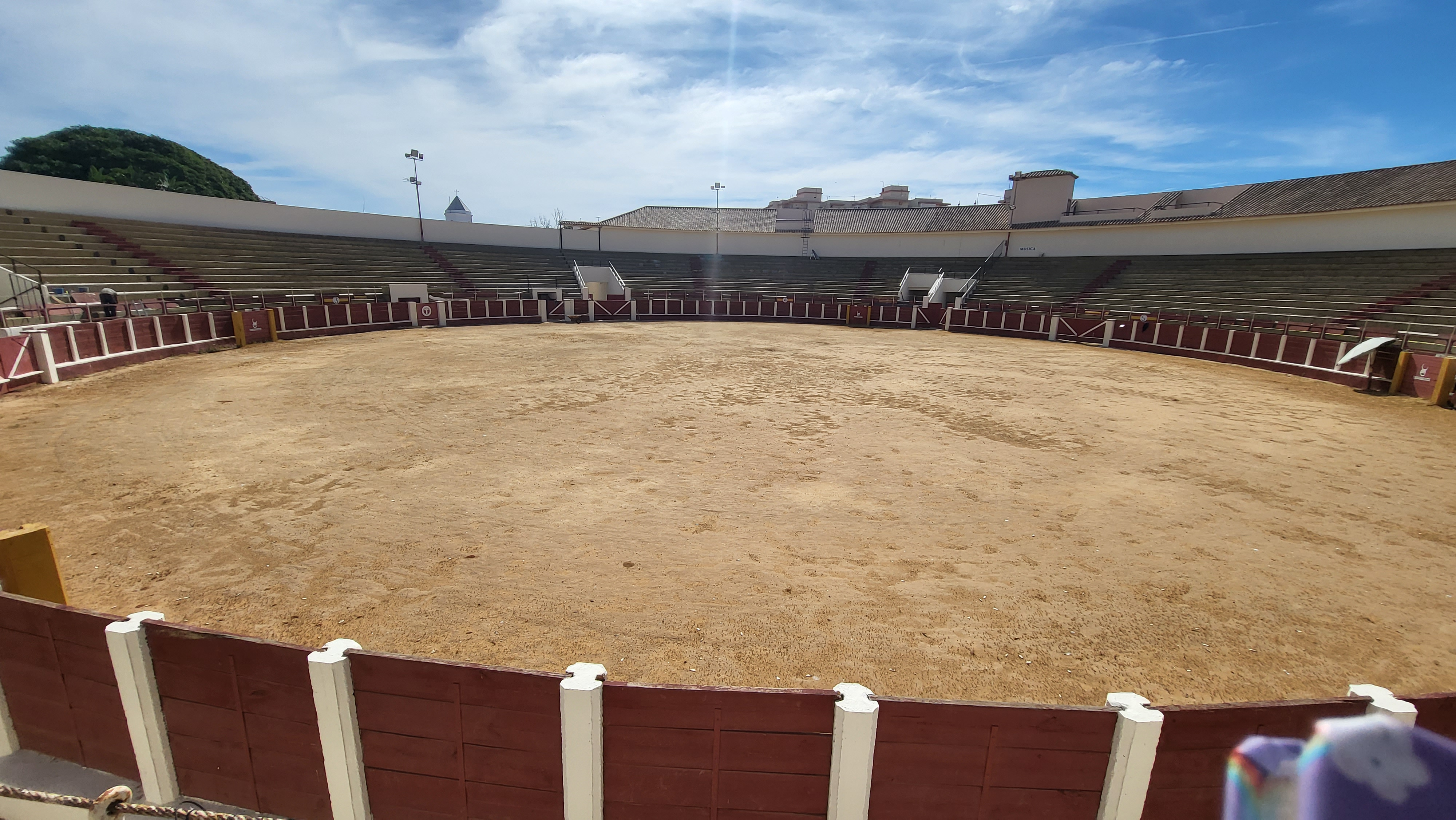
Inne på arenan

## Omvandling till kulturcenter
I februari 2023 köptes arenan för 4,5 miljoner euro av den svenske entreprenören Marc Skårman genom Arena Solo Málaga SL. Skårman, som flyttade till Fuengirola med sin familj, hade en vision om att omvandla den sällan använda tjurfäktningsarenan till ett kultur- och gastronomiskt centrum. Efter över två års renoveringar återöppnades arenan i maj 2025 med nya faciliteter, inklusive en teater, restaurang, konstgalleri och evenemangsutrymmen, på en total yta av 6 904 m² på en tomt om 5 234 m².
De nya faciliteterna inkluderar:
- Huvudarena: Med en kapacitet på upp till 4 029 åskådare och en yta på 2 500 m², lämplig för konserter, företagskonferenser och privata evenemang.
- Teater: Ett intimt utrymme med 150 platser, idealiskt för mindre föreställningar som teaterpjäser eller magishower.
- Restaurang: Med plats för över 170 gäster på 450 m², erbjuder en högkvalitativ matupplevelse.
- Chambre Séparée: Ett privat rum för över 40 gäster, perfekt för exklusiva evenemang.
- Evenemangsutrymmen: Utrymmen för vinprovningar, konstutställningar och andra kulturella aktiviteter.

Arenan är nu värd för olika evenemang, såsom konserter, företagskonferenser, privata tillställningar och magishower som Labero's Magic World med den kände svenske magikern Joe Labero, som började i maj 2025 och pågår från fredag till söndag fram till augusti.

## Tjurfäktning och andra evenemang
Även om tjurfäktning har varit en central del av spansk kultur i århundraden, arrangeras inte längre regelbundna tjurfäktningar på arenan på grund av förändrade attityder och djurrättsfrågor. Arenan stöder dock den lokala tjurfäktningsskolan genom att tillåta träning två gånger i veckan. Planer finns för att arrangera enstaka hästshower, såsom klassiska dressyrföreställningar, och andra icke-tjurfäktningsevenemang i huvudarenan.
Arenan är också en viktig plats för det årliga Feria del Rosario, Fuengirolas stadsfest i oktober, som inkluderar flamencoframträdanden, livemusik och hästshower. Tidigare har arenan varit värd för flamenco-hästshower och freestyle-motocross-evenemang.

## Arkitektur och kapacitet
Fuengirola tjurfäktningsarena är byggd i traditionell spansk tjurfäktningsstil, med inspiration från romerska amfiteatrar, och har en cirkulär form med en diameter på 50 meter. Huvudarenan har en kapacitet på cirka 4 029 åskådare, uppdelat i sol- (solplats) och skuggplatser (sombra), där biljettpriserna varierar. Renoveringen 2025 tillförde en teater med 150 platser, en restaurang för över 170 gäster och ett privat Chambre Séparée-rum för över 40 gäster, vilket ökar arenans mångsidighet. Byggnaden omfattar 6 904 m² på en tomt om 5 234 m².

## Ägande
Arenan såldes i februari 2023 för 4,5 miljoner euro till Arena Solo Málaga SL, representerat av Marc Skårman.

## Tillgänglighet och omgivning
Arenan är lättillgänglig med kollektivtrafik via Fuengirolas närliggande buss- och tågstationer. Parkering finns för besökare som kommer med bil. I närheten av arenan kan besökare utforska Fuengirolas historiska stadskärna med dess smala gator, traditionella andalusiska arkitektur och ett varierat utbud av restauranger och butiker.

## Kulturell betydelse
Omvandlingen av Fuengirola tjurfäktningsarena till ett kultur- och gastronomiskt centrum speglar förändrade attityder till tjurfäktning i Spanien och en vilja att ge historiska platser ett nytt syfte för bredare samhällsnytta. Marc Skårmans vision är att skapa en mötesplats för lokalbefolkning och internationella besökare, där kulturellt utbyte främjas genom olika evenemang och matupplevelser. Arenan är nu en central del av Fuengirolas kulturella utbud.